# Liste der Bodendenkmäler in Kamp-Lintfort
Die Liste der Bodendenkmäler in Kamp-Lintfort enthält die unter Denkmalschutz stehenden, im Boden verborgenen Zeugnisse der Kulturgeschichte auf dem Gebiet der Stadt Kamp-Lintfort im Kreis Wesel in Nordrhein-Westfalen (Stand: 12. Mai 2020). Diese Bodendenkmäler sind in der Denkmalliste der Stadt Kamp-Lintfort eingetragen; Grundlage für die Aufnahme ist das Denkmalschutzgesetz Nordrhein-Westfalen (DSchG NRW).

## Liste der Bodendenkmäler in Kamp-Lintfort
| Bild              | Bezeichnung                     | Lage                                                 | Beschreibung                                              | Bauzeit | Eingetragen seit  | Denkmal- nummer |
| ----------------- | ------------------------------- | ---------------------------------------------------- | --------------------------------------------------------- | ------- | ----------------- | --------------- |
| BW                | Grabhügel                       | Saalhoff nahe Kreuzstraße Karte                      |                                                           |         |                   | WES 020         |
| BW                | Grabhügel                       | Saalhoff nahe Kreuzstraße Karte                      |                                                           |         |                   | WES 020         |
| BW                | Wall                            | Saalhoff Niederkampgraben Karte                      | im Wald- und Naturschutzgebiet „Niederkamp“               |         |                   | WES 021         |
| BW                | Grabhügel, Galgenberg           | Saalhoff Waldweg Karte                               | im Waldgebiet „Die Leucht“                                |         |                   | WES 022         |
| BW                | Grabhügel                       | Saalhoff Strohweg Karte                              | im Waldgebiet „Die Leucht“                                |         |                   | WES 022         |
| BW                | Grabhügel                       | Saalhoff Strohweg Karte                              | im Waldgebiet „Die Leucht“                                |         |                   | WES 022         |
| BW                | Grabhügel                       | Saalhoff Bierweg Karte                               | im Waldgebiet „Die Leucht“                                |         |                   | WES 023         |
| BW                | Grabhügel                       | Saalhoff Bierweg Karte                               | im Waldgebiet „Die Leucht“                                |         |                   | WES 023         |
| BW                | Wallanlage                      | Saalhoff Rennweg Karte                               | im Waldgebiet „Die Leucht“                                |         |                   | WES 024         |
| BW                | Hofesfeste, Haus Heideck        | Saalhoff Heidecker Weg 65 Karte                      |                                                           |         |                   | WES 031         |
| BW                | Fossa Eugeniana                 | Hoerstgen Eugeniastraße Karte                        | ⊙                                                         |         |                   | WES 040         |
| weitere Bilder    | Fossa Eugeniana                 | Kamp Rheurdter Straße Karte                          | ⊙                                                         |         |                   | WES 040         |
| BW                | Fossa Eugeniana                 | Stadtkern Rheinberger Straße Karte                   | ⊙                                                         |         |                   | WES 040         |
| BW                | Fossa Eugeniana                 | Rossenray Rheinberger Straße Karte                   | ⊙                                                         |         |                   | WES 040         |
| Spanische Schanze | Spanische Schanze               | Hoerstgen Spanische Straße Karte                     |                                                           |         |                   | WES 040a        |
| BW                | Verschanzung, Schanze St. Maria | Dachsbruch Eugeniastraße Karte                       |                                                           |         |                   | WES 040b        |
| BW                | Wasserburg, Haus Frohenbruch    | Hoerstgen Schloßallee 81 Karte                       |                                                           |         |                   | WES 100         |
| BW                | Kloster Kamp                    | Kamp Abteiplatz/Klosterstraße/Rheurdter Straße Karte |                                                           |         |                   | WES 136         |
| BW                | Landwehr                        | Saalhoff Bergweg Karte                               | ⊙ von Alpen nord-südlich nach Kamp-Lintfort in der Leucht |         | 30. November 2017 |                 |